# (397) Viena
(397) Viena es un asteroide perteneciente al cinturón de asteroides descubierto el 19 de diciembre de 1894 por Auguste Honoré Charlois desde el observatorio de Niza, Francia.
Está posiblemente nombrado por Viena, capital de Austria.